# Biggenden
Biggenden (644 habitants) est un village sur l'Isis Highway au sud-est de l'État du Queensland en Australie. Il est situé à 339 km au nord-ouest de Brisbane et à 84 à l'ouest de Maryborough.
L'économie du village repose principalement sur l'élevage des bovins pour la viande et le lait.
Il est à proximité du parc national des lacs Coalstoun et du parc national du mont Walsh